# Torre Hamrija
La Torre Ħamrija originalment coneguda com Torre della Pietra Nigra (maltès: anglès: Torri tal Hajra s-Sewda) i també coneguda localment com a Torri ta Rsejjen, és una petita torre de vigilància a Qrendi, Malta. Es va completar l'any 1659 dins del conjunt de la dotzena de torres De Redin. La torre va ser restaurada per Heritage Malta i ara es troba en bon estat.

## Història
La torre Hamrija es va construir l'any 1659 en un penya-segat de la costa sud-oest de Malta, en l'emplaçament d'un antic lloc de vigilància medieval. Es troba entre Ghar Lapsi, que forma part de Siġġiewi, i Wied iz-Żurrieq, que forma part de Qrendi. Des de la torre, es pot veure l'illot de Filfla. La torre es troba a pocs centenars de metres de dos llocs de temples del Neolític, Mnajdra i Hajar Qim, encara que aquests encara no s'havien descobert quan es va construir.
L'estructura de la torre és semblant a la de les altres torres De Redin, de base quadrada amb dos pisos. L'entrada és a la planta superior, a on s'hi accedeix per una escala retràctil.
La torre més propera del conjunt de torres De Redin és la Torre Sciutu, al sud-est. La torre Hamrija és l'última torre de la costa sud-oest, de manera que no té cap altra torre a la seva línia de visió. Originalment estava armada amb un canó de 3 lliures i un canó de ½ lliura, que s'utilitzaven principalment per fer senyals a les altres torres.

## Actualment
La torre va ser restaurada recentment i reconstruïda parcialment després de l'ensorrament de parts dels seus revestiments exteriors. Aquestes obres van suposar la reconstrucció de l'escala de cargol, juntament amb el fust i el parapet. Ara forma part del parc arqueològic de Hajar Qim i Mnajdra, que inclou els temples, la torre, un monument a Sir Walter Congreve, un centre de visitants i els voltants.